# 安妮·內維爾
安妮·內維爾（1456年6月11日—1485年3月16日），英格蘭國王理查三世的王后。
她是沃里克伯爵理查德·內維爾（Richard Neville）與妻子安妮·比徹姆（Anne Beauchamp）的幼女，於沃里克城堡（Warwick Castle）出生。由於沃里克伯爵並無子嗣，她與其姊伊莎貝爾·內維爾（Isabel Neville）被視為沃里克伯爵的繼任者。年幼時居於米德勒姆城堡，並認識了當時寄居城堡、愛德華四世的幼弟格洛斯特公爵理查。
安妮·內維爾十四歲時，沃里克伯爵因伍德維爾家族的崛起，與愛德華四世反目成仇，轉而支持蘭開士打家族的亨利六世奪回王位。當時伊莎貝爾·內維爾已與愛德華四世的二弟、克拉倫斯公爵喬治成婚。為了鞏固雙方聯盟，安妮·內維爾被許配予亨利六世與安茹的瑪格麗特的獨子、威斯敏斯特的爱德华。他們在1470年12月13日於法國成婚。
沃里克伯爵雖然成功使亨利六世復位，卻在巴内特戰役被約克家族殺害。其後安茹的瑪格麗特與威斯敏斯特的爱德华夫婦等人回到英格蘭，與約克家族在蒂克斯伯里展開激戰，王儲威斯敏斯特的爱德华戰死。為了佔據沃里克的所有財產，克拉倫斯把妻妹安妮·內維爾帶至倫敦家中，喬裝成廚房女傭以掩人耳目，但之後到1478年，克拉倫斯被其兄──英王愛德華四世處死。
在此之前，作為愛德華四世大將的格洛斯特公爵，對沃里克的財產虎視眈眈，於是從克拉倫斯家中救走安妮·內維爾。兩人於1472年成婚，婚後二人定居米德勒姆城堡，育有一子，取名愛德華。
1483年，格洛斯特以愛德華四世與王后婚姻無效、克拉伦斯因叛国被处死為由，剝奪愛德華四世的子女（如爱德华五世、约克公爵理查、约克的伊莉莎白等）和克拉伦斯的子女的繼承權，自立為王，是為理查三世，安妮·內維爾被立為王后，獨子愛德華則為威爾士亲王。
威爾士亲王愛德華於1484年4月在米德勒姆城堡病逝，安妮·內維爾承受喪子之痛，亦於翌年病故，死後葬於西敏寺。她生前曾劝理查三世立克拉伦斯的儿子也是自己的外甥沃里克伯爵爱德华为王储，但她去世后，理查三世即废除了沃里克的王储身份。